# Leucocelis melaena
Leucocelis melaena är en skalbaggsart som beskrevs av Macleay 1838. Leucocelis melaena ingår i släktet Leucocelis och familjen Cetoniidae. Inga underarter finns listade i Catalogue of Life.